# Шайен
Вижте пояснителната страница за други значения на Шайен.
Шайен (на английски: Cheyenne) е столицата и най-големият град на щата Уайоминг. Населението на града е 59 466 души през 2010 г.

## Климат
Шайен, както и по-голямата част от Уайоминг, има полупустинен климат.
| Средни месечни температури за Шайен |        |        |        |        |        |       |       |       |        |        |        |        |
| Месец                               | яну    | фев    | мар    | апр    | май    | юни   | юли   | авг   | сеп    | окт    | ное    | дек    |
| Най-високи регистрирани температури | 19 °C  | 21 °C  | 23 °C  | 28 °C  | 32 °C  | 37 °C | 37 °C | 35 °C | 35 °C  | 28 °C  | 23 °C  | 20 °C  |
| Нормално високи температури         | 3 °C   | 5 °C   | 8 °C   | 12 °C  | 18 °C  | 24 °C | 28 °C | 26 °C | 21 °C  | 14 °C  | 7 °C   | 3 °C   |
| Нормално ниски температури          | -9 °C  | -8 °C  | -6 °C  | -2 °C  | 3 °C   | 9 °C  | 12 °C | 11 °C | 6 °C   | 1 °C   | -6 °C  | -9 °C  |
| Най-ниски регистрирани температури  | -34 °C | -37 °C | -30 °C | -22 °C | -10 °C | -4 °C | 2 °C  | 2 °C  | -13 °C | -18 °C | -29 °C | -33 °C |
| Валеж                               | 11 mm  | 11 mm  | 27 mm  | 39 mm  | 62 mm  | 53 mm | 57 mm | 46 mm | 36 mm  | 19 mm  | 16 mm  | 14 mm  |
| Източник: Weather.com               |        |        |        |        |        |       |       |       |        |        |        |        |

## География
Координатите на Шайен са 41° 8' 44" С и 104° 48' 7" З. Намиращ се в близост до югоизточния ъгъл на щата, Шайен е един от малкото столици, които не се намират в или в близост до центъра на щата (заедно с градове като Карсън Сити, Невада и Джуно, Аляска).
Градът е с площ от 54,9 km², като 54,7 km² от общата площ е земя и 0,2 km² (или 0,38%) е вода.

## Демографики
През 2000 г. Шайен е бил обитаван от 53 011 души, като в града е имало 22 324 семейства, 14 175 от които са живели в самия град. В агломерацията на Шайен живели 81 607, което правело градът най-населената агломерация в Уайоминг. Гъстотата е била 969,6 д/km². Расовият състав е бил 88,11% бели, 2,78% афроамериканци, 0,81% индианци, 1,06% азиатци, 4,44% от други раси и 2,69% от две или повече раси. 12,54% от населението е било латиноамериканци.
История на населението
| - 1890 – 11 690 - 1900 – 14 087 - 1910 – 11 320 - 1960 – 43 505 | - 1970 – 41 254 - 1980 – 47 283 - 1990 – 50 008 - 2000 – 53 011 |

## История
Шайен е основан на 4 юли 1867 г. На този ден един отряд от войници под ръководството на генерал Гренвил Додж построява на това място лагер за бъдещите строители на железопътна линия. Додж нарича града в чест на индианското племе шайени.

## Побратимени градове
Побратимените градове на Шайен са:
- В САЩ:
  - Ломпок, Калифорния
  - Бисмарк, Северна Дакота
  - Уаймеа, Хавай
- : Тайчунг, Тайван
- : Лурд, Франция
- : Хамам Соусе, Тунис